# Fanø Bryghus
Fanø Bryghus er et mikrobryggeri på Fanø.
I 2006 undersøgte et antal lokale ølentusiaster på Fanø interessen for at etablere et bryggeri på øen, og i august 2006 var Fanø Bryghus en realitet.
Omkring 3.500 folkeaktier og et antal A-aktier muliggjorde at et tidligere elværk blev ombygget, og et 10 hl Kaspar Schulz fuldautomatisk bryggeanlæg med tilhørende gæringstanke og lagringstanke sørgede for en kapacitet på 180.000 liter øl. Der blev også plads til en lille bar med udendørs serveringsområde.
Desværre var økonomien allerede fra starten meget anstrengt. Omkostningerne til etableringen blev væsentlig større end salget kunne bære. Efter to kapitaltilførsler og flere forskellige gode initiativer på at vende udviklingen, måtte Fanø Bryghus dreje nøglen om 23. december 2008.
Det esbjergensiske investeringsselskab E. Bank Lauridsen Holding A/S købte bryghuset i juni 2009 og bortforpagtede herefter varemærke, bygninger og produktionsudstyr til ejerkredsen bag Nørrebro Bryghus, og bryggeriet genåbnede i juli samme år med Claus Winther som direktør.
Bryghuset har siden udviklet sig til et af Danmarks mest anderkendte, bl.a. med hjælp fra flere amerikanske brygmestre, herunder Steve Rold, som huserer på Fanø i dag.
I 2018 overtog E. Bank Lauridsen Holding sammen med Styrup Holding fra Fanø også driften af bryghuset, og ansatte efterfølgende Sofie Jansen som direktør.
Bryggeriets bar har et fast sortiment af øl som består af:
- Fanø Rav 4.6%
- Fanø Lynghvede 5.0%
- Fanø Vadehav 6.5%
- Fanø Vestkyst 5.7%

Derudover brygges der sæsonbestemte øl, såsom Fanø Julebryg og Fanø Forår, ligesom brygmesteren generelt nyder stor kunstnerisk frihed til at afprøve nye øl-typer. I år 2017 lancerede bryghuset mere end 20 nye øl.